# Amaia Salamanca
Amaia Salamanca, all'anagrafe Amaia Salamanca Urízar (Madrid, 28 marzo 1986), è un'attrice e modella spagnola, nota per aver interpretato il ruolo di Catalina Marcos Ruiz in Sin tetas no hay paraíso, di Alicia Alarcón Aldecoa in Grand Hotel - Intrighi e passioni (Gran Hotel), di Bárbara de Senillosa in Velvet e Velvet Collection (Velvet Colección), di Fátima ne L'ambasciata (La embajada) e di Julia Ballester y Gómez de Rozas ne La gloria e l'amore (Tiempos de guerra).

## Biografia

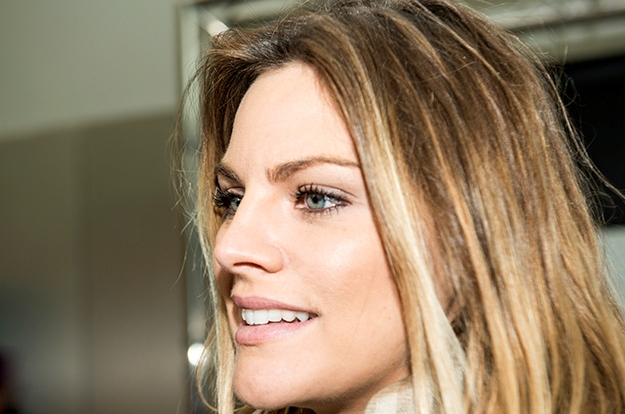
Amaia Salamanca nel novembre 2013.

Amaia Salamanca è nata il 28 marzo 1986 a Los Berrocales de Jarama (Madrid) con origini biscagliane, più precisamente da Abadiño (nella regione del Duranguesado), da madre Rosanna Urízar e da padre Miguel Ángel Salamanca e ha un fratello che si chiama Mikel. Inizialmente non aveva intenzione di dedicarsi alla recitazione.

## Carriera
Amaia Salamanca prima di approdare al suo primo ruolo di attrice, aveva già lavorato in campagne pubblicitarie per grandi aziende come Telecable e Movistar. Nelle prime fasi della carriera recita anche nei videoclip di Asienidad di Antonio Romero e di Sigo llorando por ti dei Pignoise e lavora come modella per Marco Aldany.
Amaia Salamanca comincia a lavorare prendendo parte alle campagne pubblicitarie di grandi imprese come Telecable e Movistar. Nelle prime fasi della carriera recita anche nei videoclip di Asienidad di Antonio Romero e di Sigo llorando por ti dei Pignoise e lavora come modella per Marco Aldany.
Nel 2006 ottiene la sua prima parte importante nella serie SMS, sin miedo a soñar, che tratta della cosiddetta generazione SMS e che si rivolge fondamentalmente ad un pubblico adolescenziale.
Dopo due stagioni composte da 185 episodi la serie chiude e Amaia prende parte a due episodi di Los Hombres de Paco su Antena 3, ma la vera fama arriva solo l'anno seguente in seguito alla partecipazione nella soap Sin tetas no hay paraìso su Telecinco dove interpreta la protagonista. Nel frattempo continua a lavorare come testimonial pubblicitaria e prende parte alle campagne di Tampax e Mustang.
Nell'aprile del 2009 ha esordito al cinema come protagonista della commedia Fuga de cerebros diretto da Fernando González Molina, che in Spagna ha raggiunto ottimi incassi. Nel novembre dello stesso anno comincia a recitare anche in teatro nell'opera La marchesa di O che porta in tour per tutta la Spagna e per la quale conclude la serie Sin tetas no hay paraíso che l'aveva lanciata. Sempre nel novembre del 2009 TVE ha trasmesso il film televisivo No estas sola, Sara di cui Amaia è protagonista, mentre nel 2010 esce nelle sale il suo secondo lungometraggio Tensión sexual no resuelta, dove ha condiviso lo schermo con Fele Martínez, Santiago Segura, Adam Jezierski. Alla fine dell'anno, su Telecinco è stato trasmesso il telefilm Felipe y Letizia, dove interpretava Letizia Ortiz.
Nel 2011 ha presentato in anteprima Paranormal Xperience 3D diretto da Sergi Vizcaíno, il primo film horror spagnolo in 3D. Dal 4 ottobre 2011 è entrata a far parte del cast della serie di Antena 3 Grand Hotel - Intrighi e passioni (Gran Hotel), una serie ambientata all'inizio del XX secolo, dove ha dato vita ad Alicia Alarcón fino al 2013.
Nel febbraio 2014 entra a far parte del cast della serie di Antena 3 Velvet, dove interpreta per tre stagioni Barbara, cognata di Cristina Otegui, fidanzata del futuro proprietario delle gallerie, Alberto Márquez, negli ultimi tre capitoli della prima stagione per continuare in seguito con il personaggio. Questa è stata la sua riunione televisiva con l'attore Miguel Ángel Silvestre dopo aver recitato in Sin tetas no hay paraíso.
Successivamente, nel dicembre 2015 ha lasciato la serie alla sua terza stagione a causa del fatto che avrebbe iniziato a girare un'altra serie per quella stessa catena, L'ambasciata (La embajada), dove ha interpretato Fátima fin dall'aprile 2016. La serie nel suo primo capitolo è riuscita a raccogliere più di quattro milioni di telespettatori.
Nel febbraio 2017 è stata confermata la sua partecipazione nella serie Velvet Collection (Velvet Colección), lo spin-off di Velvet, dove ha interpretato ancora una volta Bárbara de Senillosa.

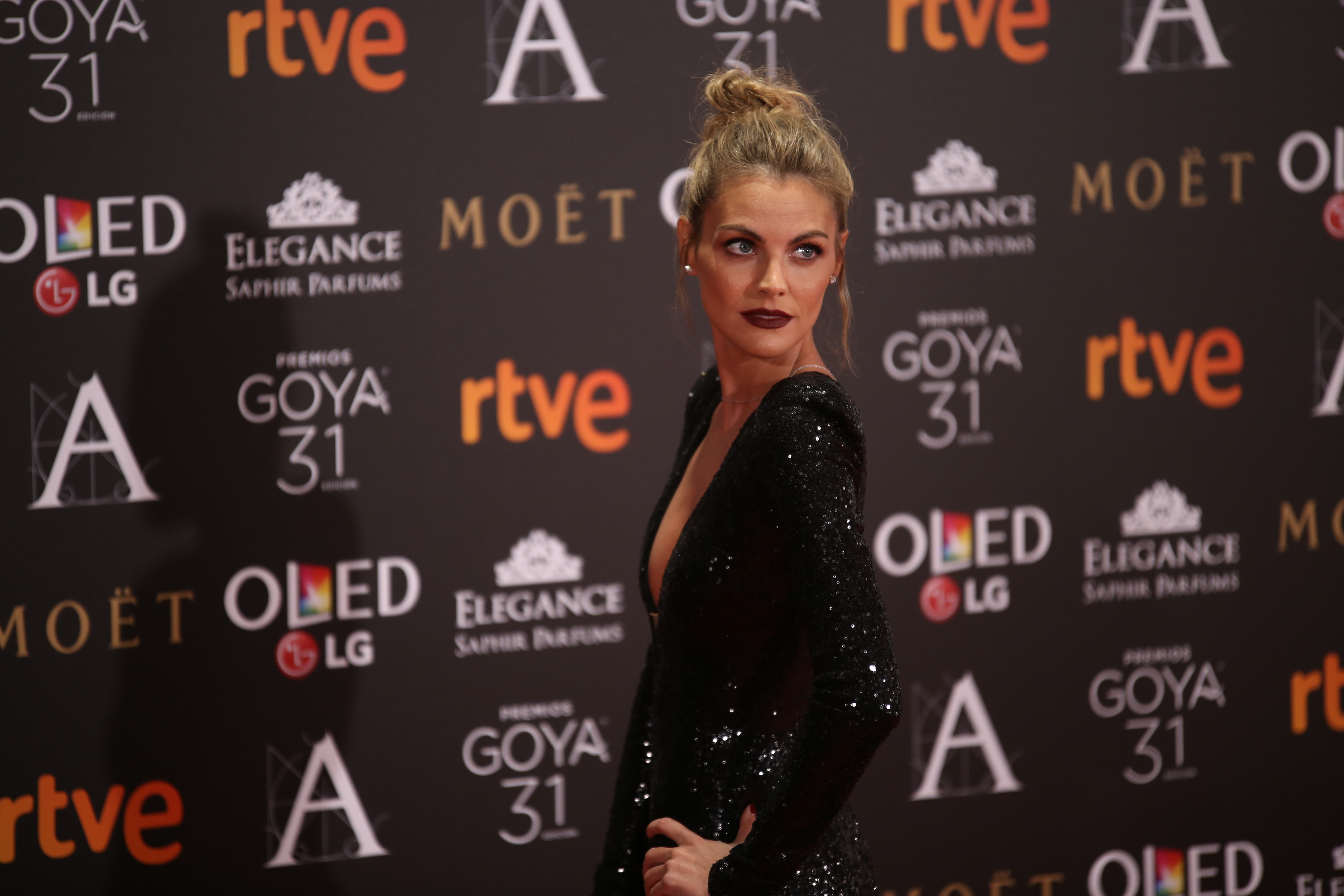
Amaia Salamanca durante un servizio fotografico ai Premi Goya 2017.

Ad aprile 2017 viene confermata che è una delle protagoniste della nuova serie di Antena 3 La gloria e l'amore (Tiempos de guerra). A fine agosto ha girato alcune collaborazioni in puntate di Velvet Collection, come già confermato. Da luglio ha combinato entrambi i lavori con le prove e le esibizioni di La Orestíada. A settembre e ottobre iniziano le riprese del film di Inés de León ¿Qué te juegas?.
Nell'ottobre 2020 è stato annunciato che la nuova serie di Pau Freixas per Movistar+ fa parte di Todos mienten.
Sempre nell'ottobre 2020 viene confermato che è la nuova ambasciatrice di Codorniu, protagonista così nel film Vivir para celebrar.
Con l'inizio del 2021, Pantene e la stessa attrice annunciano attraverso i social network di essere la nuova ambasciatrice del marchio.
Nel febbraio 2021 viene confermato il cast di Benvenuti a Eden (Bienvenidos a Edén) la nuova serie di Netflix, capitanata da lei stessa nel ruolo di Ástrid Bartos Sepúlveda. Nello stesso anno ha presentato in anteprima il film Por los pelos diretto da Nacho G. Velilla.

## Vita privata
Amaia Salamanca dal 2010 è sposata con l'imprenditore Rosauro Varo Rodríguez. La coppia ha tre figli: Olivia nata il 9 aprile 2014, Nacho nato l'8 settembre 2015 e Mateo nato il 7 ottobre 2016.

## Filmografia

### Cinema
- Fuga de cerebros, regia di Fernando González Molina (2009)
- ¡Qué más quisiera yo!, regia di Pepe Macías (2009)
- Sex - Una commedia sentimentalmente scorretta (Tensión sexual no resuelta), regia di Miguel Ángel Lamata (2010)
- Paranormal Xperience 3D, regia di Sergi Vizcaino (2011)
- Atraco!, regia di Eduard Cortés (2012)
- I nostri amanti (Nuestros amantes), regia di Miguel Ángel Lamata (2016)
- Manual de principiantes para ser presidente, regia di Salim Nayar (2016)
- Perdida - Scomparsa (Perdida), regia di Alejandro Montiel (2018)
- ¿Qué te juegas?, regia di Inés de León (2019)
- Lo dejo cuando quiera, regia di Carlos Therón (2019)
- Nonostante tutto (A pesar de todo), regia Gabriela Tagliavini (2019)
- Tension of Sexual, regia di Miguel Ángel Vivas (2021)
- Por los pelos. Una historia de autoestima, regia Nacho G. Velilla (2022)
- La piel del tambor, regia di Sergio Dow (2022)
- Barcelona: Surf Destination, regia di Salva Ruiz (2022)
- The Man from Rome, regia di Sergio Dow (2022)
- El Gerente, regia di Ariel Winograd (2022)

### Televisione
- SMS, sin miedo a soñar – serie TV, 187 episodi (2006-2007)
- Los Hombres de Paco – serie TV, 2 episodi (2007)
- Becarios – serie TV (2008)
- Sin tetas no hay paraíso – serie TV, 43 episodi (2008-2009)
- No estás sola, Sara, regia di Carlos Sedes – film TV (2009)
- Felipe y Letizia – miniserie TV, 2 episodi (2010)
- Grand Hotel - Intrighi e passioni (Gran Hotel) – serial TV, 39 episodi (2011-2013)
- Inquilinos – serie TV, 1 episodio (2013)
- Velvet – serie TV, 28 episodi (2014-2016)
- L'ambasciata (La embajada) – serie TV, 11 episodi (2016)
- La gloria e l'amore (Tiempos de guerra) – serie TV, 13 episodi (2017)
- Velvet Collection (Velvet Colección) – serie TV, 1 episodio (2017)
- Todos mienten – serie TV, 6 episodi (2021)
- Dos años y un día – serie TV, 4 episodi (2022)
- Benvenuti a Eden (Bienvenidos a Edén) – serie TV, 16 episodi (2022-2023)

### Cortometraggi
- Enarmonía, regia di David R.L. (2009)
- Muy mujer, regia di Luis Escobar (2012)
- Amaia's Little Helpers, regia di Inés de León (2015)
- Uncomfortable silences, regia di Inés de León (2016)
- El Hormiguero: Vacaciones en el Titanic, regia di Pablo Motos e Jorge Salvador (2019)
- El Crédito, regia di Alex Escudero (2022)

## Teatro
- La Marquesa de O' (2009-2010)
- La Orestíada (2017)
- Prometeo (2019)

## Campagne pubblicitarie
Dal 2016, Amaia ha combinato i suoi ruoli di attrice con campagne pubblicitarie per grandi marchi. È diventata prima ambasciatrice del marchio Amichi e ha continuato a esserlo nel 2017. Dallo stesso anno ha collaborato con il marchio di trucco Revlon che è durato per due anni.
Nell'estate del 2017, l'attrice è stata proposta come ambasciatrice per la stagione estiva di Women's Secret, capitanando l'annuncio principale. La campagna ha avuto molto successo ed è per questo che è stata anche protagonista dello spot per l'estate 2018; continuando come ambasciatrice.
Alla fine del 2020, è diventata l'immagine del famoso marchio spagnolo Codorníu registrando diversi video pubblicitari, principalmente nel mese di dicembre in coincidenza con il Natale. All'inizio del 2021, sia Amaia che il marchio internazionale Pantene hanno annunciato attraverso i social network che Amaia era la nuova ambasciatrice che condivideva una posizione con celebrità come Paula Echevarría e María Castro.
Campagne pubblicitarie
- Amichi (2016-2017)
- Revlon (2017-2018)
- Women'Secret (2017-2018)
- Codorníu (2020-2021)
- Pantene (dal 2021)

## Modella
Amaia Salamanca ha posato come modella in numerose riviste, tra le più note a livello nazionale e internazionale.  Inoltre, le campagne in cui è l'immagine principale di solito hanno una grande popolarità che dura mesi e persino anni.
Riviste
- Mujer de Hoy (2009)
- Glamour (2009-2010)
- 'Instyle (2010)
- Woman (2011)
- Glamour (2012-2013)
- Elle (2014)
- S Moda (2014)
- Fashion (2014)
- Cosmopolitan (2014-2017)
- Women's Health (2015)
- Cosmopolitan (2015-2017)
- ¡Hola! (2015-2017)
- Instyle (2016)
- Mujer de Hoy (2016-2018)
- Urban (2016-2019)
- Fashion (2018)
- Clara (2018)
- Instyle (2019-2020)
- Magazine (2021)
- Mujer de Hoy (2021)

## Doppiatrici italiane
Nelle versioni in italiano dei suoi film e delle sue serie TV, Amaia Salamanca è stata doppiata da:
- Francesca Manicone[21] in Sex - una commedia sentimentalmente scorretta[22], in Velvet[23], in Velvet Collection[24], ne La gloria e l'amore[25]
- Benedetta Ponticelli[26] in Grand Hotel - Intrighi e passioni[27]
- Valentina Favazza[28] in Paranormal Xperience 3D[29], in Benvenuti a Eden[30]
- Angela Brusa[31] ne L'ambasciata[32]
- Sara Ferranti[33] in Nonostante tutto[34]

## Riconoscimenti
- Festival di Malaga
  - 2019: Vincitrice come Miglior abbigliamento
- Festival di Montecarlo: Ninfa d'Oro
  - 2012: Candidatura come Miglior attrice per la serie Grand Hotel - Intrighi e passioni (Gran Hotel)
- Fotogrammi d'argento
  - 2008: Vincitrice come Attrice più ricercata su internet
  - 2009: Candidatura come Miglior attrice televisiva per la serie Sin tetas no hay paraíso
- Premio Cosmopolitan
  - 2008: Vincitrice come Miglior attrice in una serie televisiva per la serie Sin tetas no hay paraíso
  - 2013: Vincitrice del Premio donna Cosmopolita
- Premio Gamour
  - 2008: Vincitrice come Il viso più bello della televisione
  - 2008: Vincitrice come Miglior attrice per la serie Sin tetas no hay paraíso
  - 2017: Vincitrice come Attrice più elegante della televisione
- Premio Neox Fan Awards
  - 2012: Candidatura come Il miglior bacio dell'anno con Yon González per la serie Grand Hotel – Intrighi e passioni (Gran Hotel)
  - 2012: Candidatura come Miglior attrice in una serie televisiva per la serie Grand Hotel – Intrighi e passioni (Gran Hotel)
  - 2013: Candidatura come Il miglior bacio dell'anno con Yon González per la serie Grand Hotel – Intrighi e passioni (Gran Hotel)
- Premio TP de Oro
  - 2008: Candidatura come Miglior attrice per la serie Sin tetas no hay paraíso
  - 2011: Candidatura come Miglior attrice per la serie Grand Hotel – Intrighi e passioni (Gran Hotel)
  - 2012: Vincitrice come Miglior attrice per la serie Grand Hotel – Intrighi e passioni (Gran Hotel)
- Premio dell'Unione degli attori e delle attrici
  - 2008: Candidatura come Miglior attrice rivelazione per la serie Sin tetas no hay paraíso